# Liste von Aluminiumoxid-Fabriken
In der Liste von Aluminiumoxid-Fabriken sind Anlagen mit einer Jahreserzeugung > 1 Mio. t enthalten, die Aluminiumoxid aus Bauxit herstellen. Die Liste ist nicht vollständig. Eine umfangreiche Liste mit Anlagen weltweit findet sich in der angegebenen Quelle.

## Allgemeines
Laut dem USGS stieg die weltweite Förderung von Bauxit von 245 Mio. t im Jahre 2014 auf geschätzte 274 Mio. t im Jahre 2015. Die drei größten Produzenten von Bauxit waren 2014 Australien (78,6 Mio. t), China (55 Mio. t) und Brasilien (34,8 Mio. t). Die globalen Reserven an Bauxit werden auf 55 bis 75 Mrd. t geschätzt.
Die weltweite Produktion von Aluminiumoxid stieg von 108 Mio. t im Jahre 2014 auf geschätzte 118 Mio. t im Jahre 2015. Die drei größten Produzenten von Aluminiumoxid waren 2014 China (47,8 Mio. t), Australien (20,5 Mio. t) und Brasilien (10,6 Mio. t).
Der USGS gibt als durchschnittliche US-Importpreise für Aluminiumoxid 410 USD je Tonne im Jahre 2015 an, während die Importpreise für Bauxit im selben Jahr bei 28 USD je Tonne lagen.
Als Faustregel gilt: vier Tonnen Bauxit werden zur Herstellung von zwei Tonnen Aluminiumoxid benötigt und aus zwei Tonnen Aluminiumoxid kann eine Tonne Aluminium gewonnen werden.

## Aluminiumoxid-Fabriken
| Werk                       | Land          | Ort                         | Kapazität in Mio. t/Jahr | Eigentümer                                                                           |
| -------------------------- | ------------- | --------------------------- | ------------------------ | ------------------------------------------------------------------------------------ |
| Alumar                     | Brasilien     | São Luís, Maranhão          | 3,5                      | Gemeinschaftsunternehmen von Alcoa 54 %, BHP Billiton 36 % und Rio Tinto Alcan 10 %  |
| Alunorte                   | Brasilien     | Barcarena, Pará             | 6,3                      | Norsk Hydro 91,06 %                                                                  |
| AOS                        | Deutschland   | Stade                       | 1,05                     | DADCO Alumina & Chemicals                                                            |
| Aughinish Alumina          | Irland        | Aughinish Island            | 1,99                     | Aughinish Alumina; Tochter von Rusal                                                 |
| Bogoslovsky                | Russland      | Krasnoturjinsk              | 1,1                      | Rusal                                                                                |
| Ciudad Guayana             | Venezuela     | Ciudad Guayana              | 2                        | CVG Bauxilum, C.A.                                                                   |
| Damanjodi                  | Indien        | Damanjodi                   | 2,15                     | National Aluminium Company Limited (NALCO)                                           |
| Halse Hall                 | Jamaika       | Halse Hall                  | 1,425                    | Jamalco; Joint Venture von Noble Group 55 %, Clarendon Alumina Production (CAP) 45 % |
| Kwinana                    | Australien    | Kwinana, Western Australia  | 2                        | AWAC; Gemeinschaftsunternehmen von Alcoa 60 %, Alumina Limited 40 %                  |
| Liaocheng                  | China         | Liaocheng                   | 4,2                      | Chiping Xinfa Huayu Alumina Co., Ltd                                                 |
| Ma’aden Aluminium          | Saudi-Arabien | Ras el-Khair                | 1,8                      | Ma’aden Aluminium; Joint Venture von Maʿaden 75 %, Alcoa 25 %                        |
| Noranda Alumina            | USA           | Gramercy                    | 1,2                      | Noranda Aluminum Holding Corporation                                                 |
| Paranam                    | Suriname      | Paranam                     | 2,2                      | Suriname Aluminum Company, L.L.C. (Suralco L.L.C.); Tochter von Alcoa                |
| Pawlodar                   | Kasachstan    | Pawlodar                    | 1,6                      | Aluminium Kasachstan                                                                 |
| Pinjarra                   | Australien    | Pinjarra, Western Australia | 4,2                      | AWAC                                                                                 |
| Point Comfort              | USA           | Point Comfort               | 2,3                      | Alcoa                                                                                |
| Queensland Alumina Limited | Australien    | Gladstone, Queensland       | 3,95                     | Gemeinschaftsunternehmen von Rio Tinto Alcan 80 %, RUSAL 20 %                        |
| San Ciprián                | Spanien       | San Ciprián                 | 1,5                      | Alúmina Española, S.A.; Tochter von AWAC                                             |
| Sherwin Alumina            | USA           | Corpus Christi              | 1,65                     | Glencore                                                                             |
| Vaudreuil                  | Kanada        | Jonquière, Québec           | 1,5                      | Rio Tinto Alcan                                                                      |
| Wagerup                    | Australien    | Wagerup, Western Australia  | 2,65                     | AWAC                                                                                 |
| Worsley                    | Australien    | Collie, Western Australia   | 4,6                      | Gemeinschaftsunternehmen von South32 86 %, Japan Alumina Associates 10 %, Sojitz 4 % |
| Yarwun                     | Australien    | Gladstone, Queensland       | 2,18                     | Rio Tinto Alcan                                                                      |